# Władcy Penthievre

## Hrabiowie Penthievre

### Dynastia z Rennes
- 1035–1079 : Odon
- 1079–1093 : Godfryd I
- 1093–1125 : Stefan I
- 1125–1148 : Godfryd II
- 1148–1162 : Rivallon
- 1162–1164 : Stefan II
- 1164–1177 : Godfryd III
- 1177–1212 : Alan I
- 1212–1230 : Henryk I

### Dynastia z Dreux
- 1230–1237 : Piotr I Mauclerc
- 1237–1272 : Jolanta
- 1272–1286 : Jan I Rudy
- 1286–1305 : Jan II
- 1305–1312 : Artur I
- 1312–1331 : Gwidon
- 1331–1384 : Joanna

### Dynastia Châtillon-Blois
- 1384–1404 : Jan I
- 1404–1433 : Oliwer
- 1433–1454 : Jan
- 1454–1479 : Nicole

### Dynastia Brosse
- 1454–1482 : Jan I de Brosse
- 1482–1502 : Jan II de Brosse
- 1502–1525 : Rene de Brosse
- 1525–1566 : Jan III de Brosse

## Książęta Penthievre

### Dynastia luksemburska
- 1566–1569 : Sebastian Luksemburski
- 1569–1623 : Maria Luksemburska

### Dynastia lotaryńska
- 1576–1602 : Filip Emanuel de Mercoeur
- 1602–1669 : Franciszka de Morcoeur

### Burbonowie, linia Vendôme
- 1608–1665 : Cezar de Vendôme
- 1665–1669 : Ludwik II de Vendôme
- 1669–1712 : Ludwik Józef de Vendôme

### Burbonowie, linia nieślubnych potomkówLudwika XIV
- 1697–1737 : Ludwik Aleksander Burbon
- 1737–1793 : Ludwik de Penthièvre